# Niski Okap (Zimny Dół)
Niski Okap – okap w skałach na orograficznie lewym zboczu doliny Zimny Dół na terenie wsi Czułów, w gminie Liszki w województwie małopolskim w obrębie rezerwatu przyrody Zimny Dół. Pod względem geograficznym jest to obszar Garbu Tenczyńskiego w obrębie Wyżyny Krakowsko-Częstochowskiej.

## Opis obiektu
Znajduje się na zboczu położonym w kierunku północno-zachodnim nad Źródłem w Zimnym Dole, w skale Salamandra zaliczanej do Grupy Salamandry. Skała ta znajduje się w lesie na średnio pochyłym zboczu. Od strony wschodniej nisko nad ziemią ma okap o długości 7 m i maksymalnym wysięgu 3 m.
Okap powstał w wapieniach zrostkowych pochodzących z jury późnej. W całości jest jasny i suchy. Brak nacieków, na ścianach natomiast silnie rozwijają się glony i mchy. Na dnie warstwa liści, a pod nią próchnicy, prawdopodobnie dużej miąższości. W górnej części okapu w głąb skały wnika dość ciasny korytarz (na planie nie zaznaczony, został bowiem odgruzowany już po wykonaniu planu).
Okap nie był wzmiankowany w literaturze. Jego dokumentację opracowali A. Górny i M. Szelerewicz w listopadzie 1999 r. Plan jaskini opracował M. Szelerewicz.

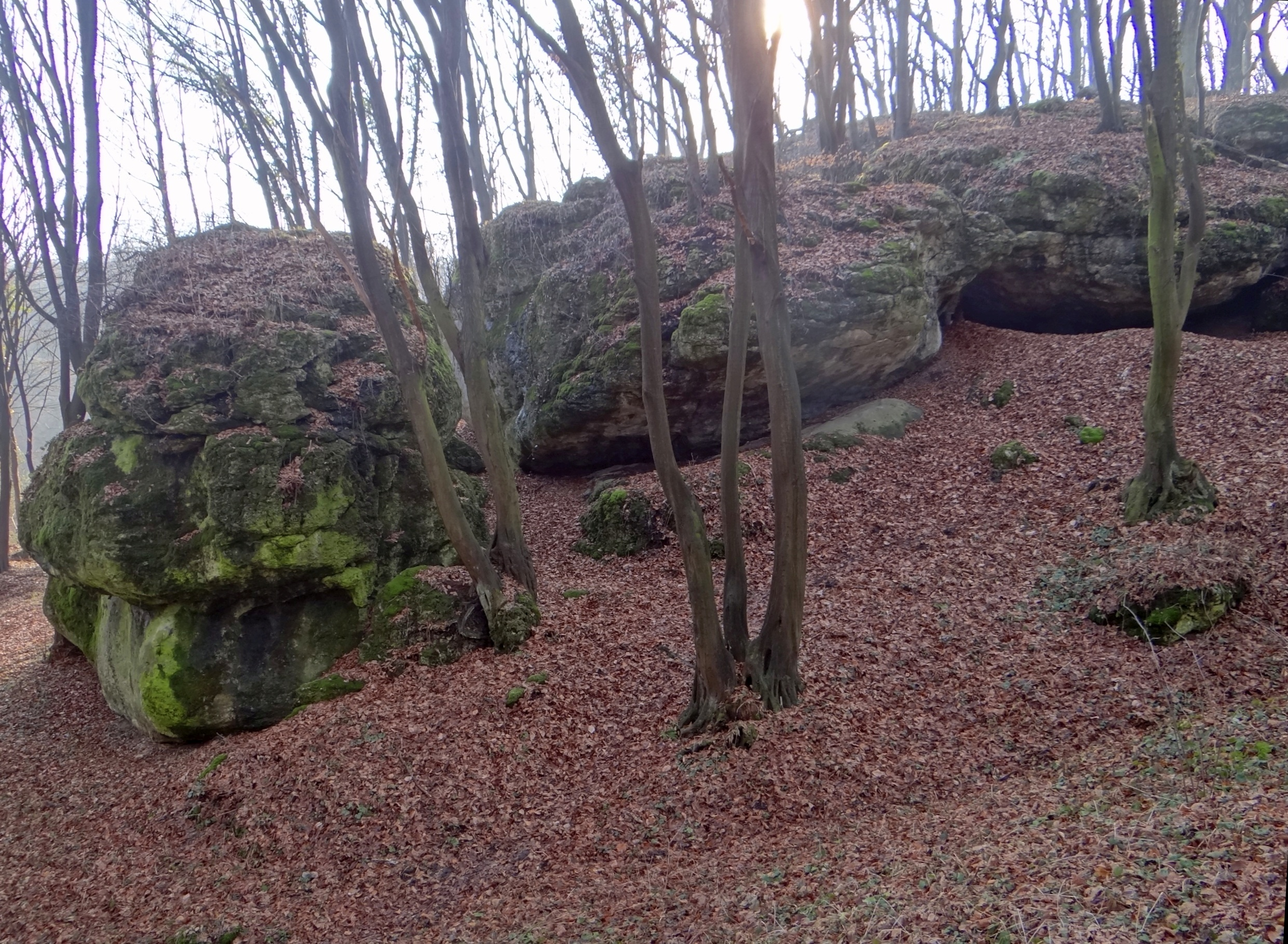
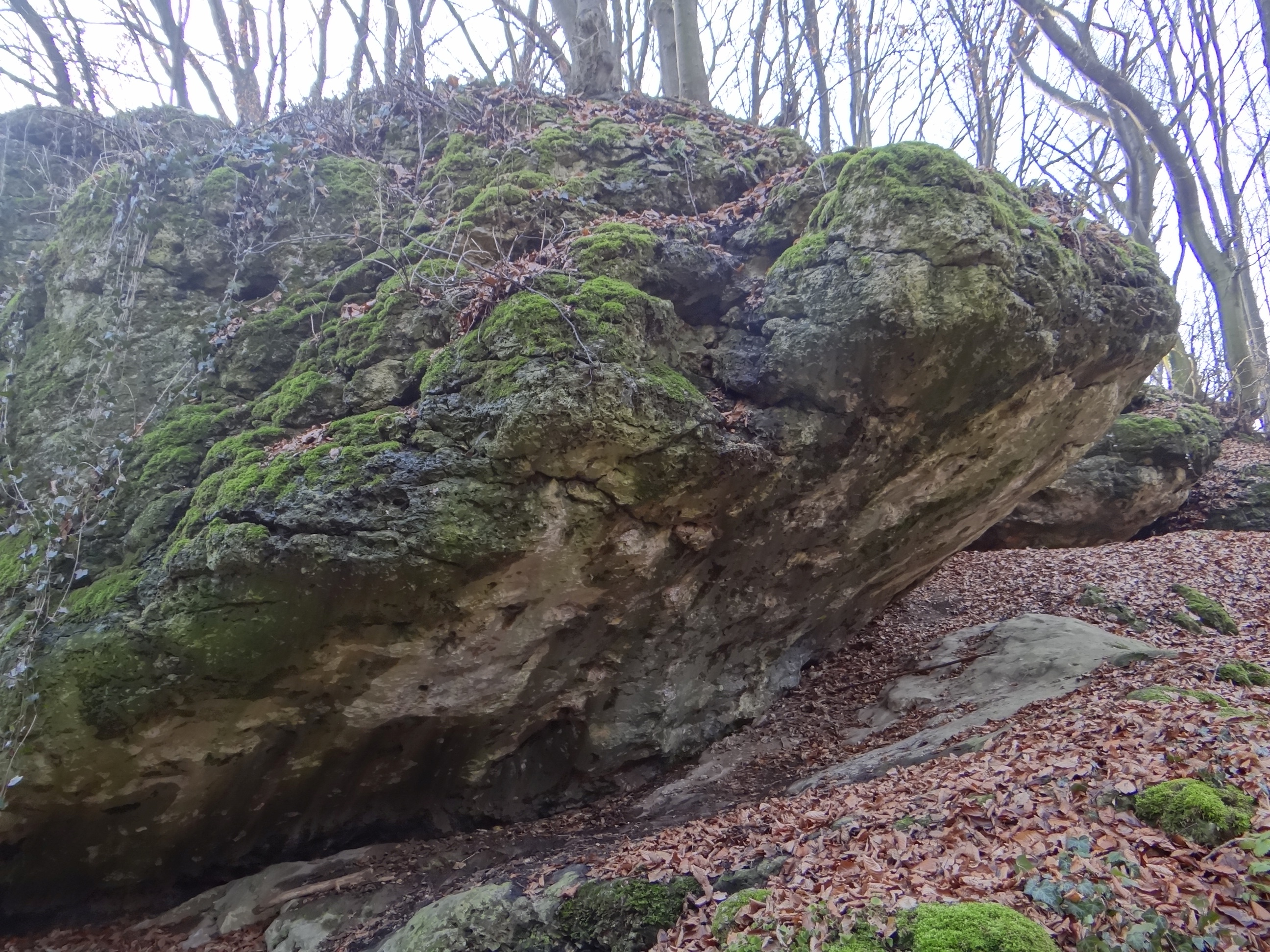
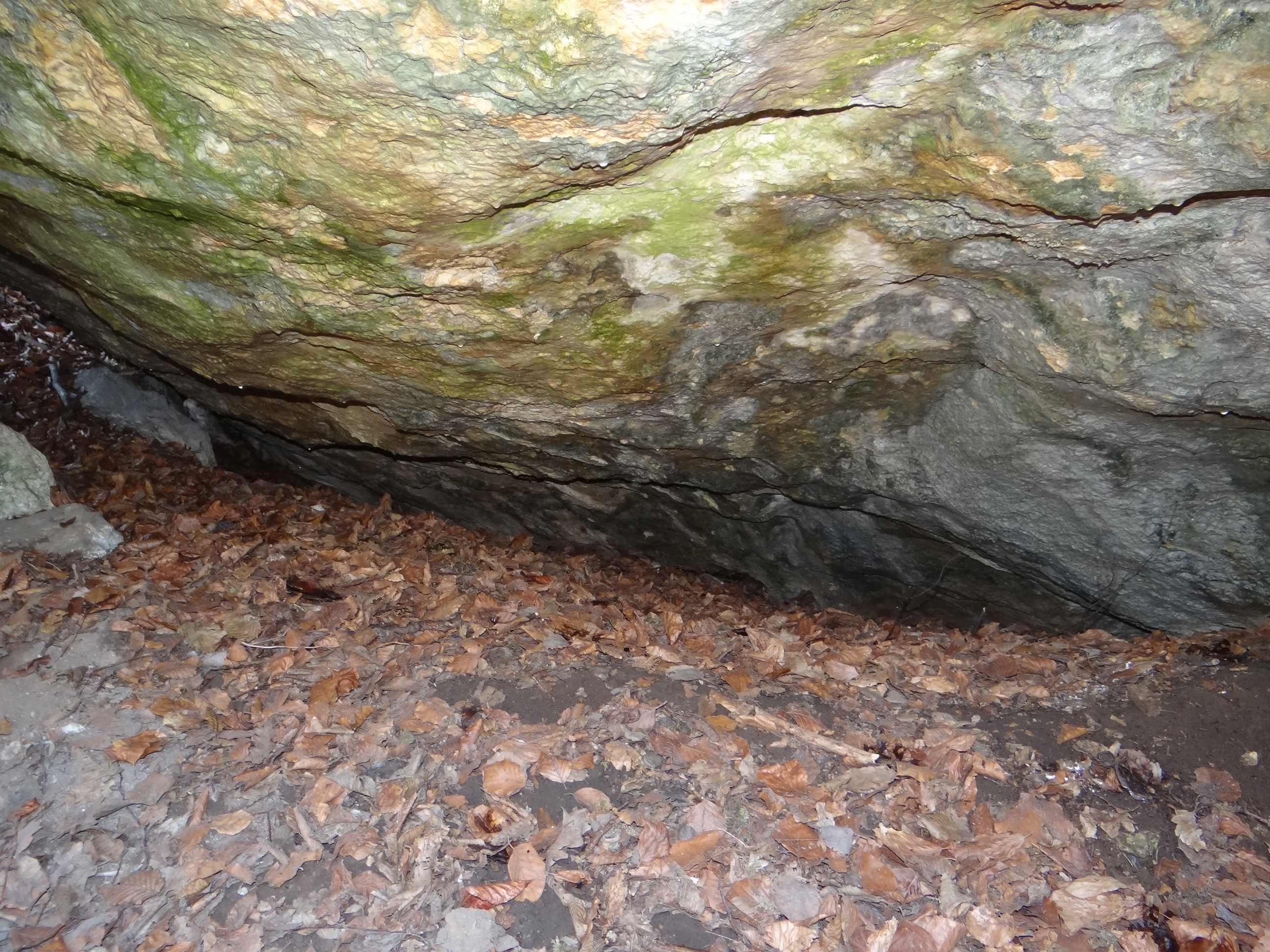
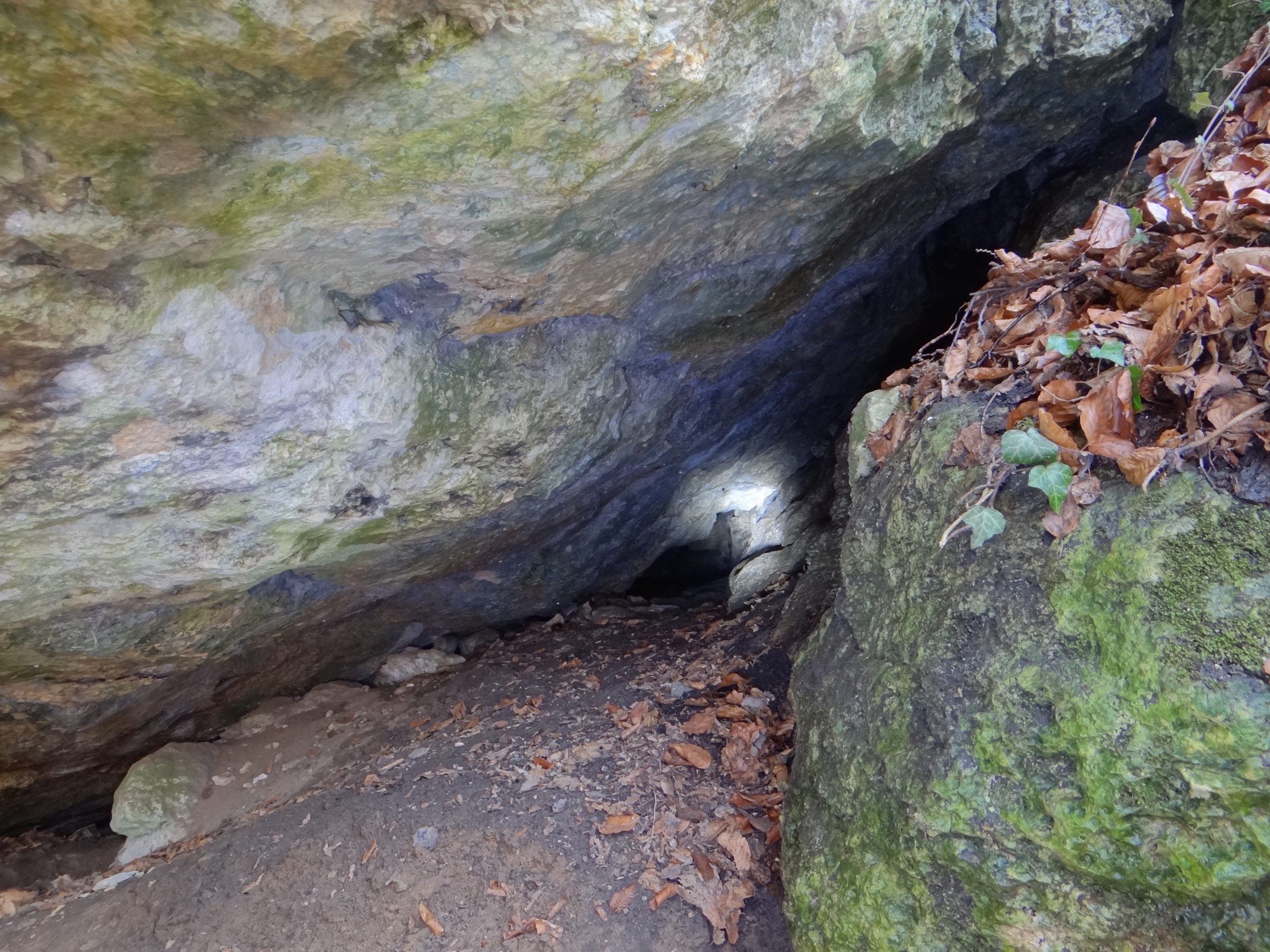